# Văn hóa Chimú

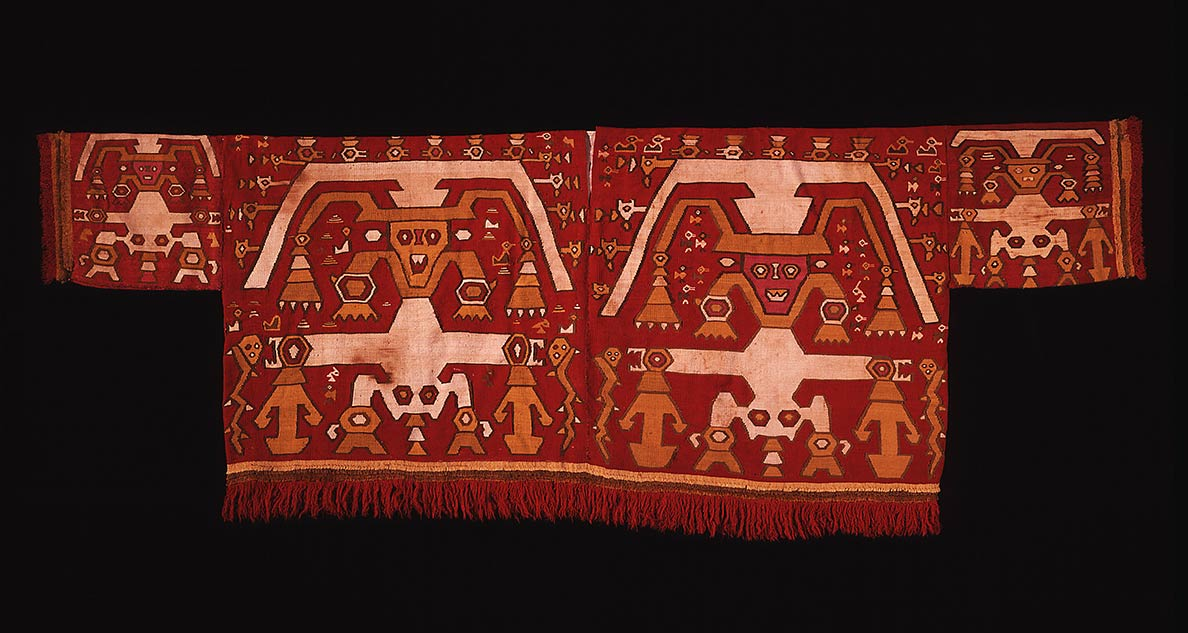
Áo thêu Chimú, 1400–1540, sợi Camelid vầ cotton. Dumbarton Oaks.

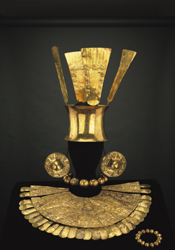
Đồ trang sức bằng vàng của người Chimú vào những năm 1300, Larco Museum

Nền văn hóa Chimú tập trung ở Chimor với thủ phủ Chan Chan, một thành phố xây bằng gạch lớn ở thung lũng Moche ngày nay là Trujillo, Peru. Nền văn hóa nảy sinh khoảng 900, kế tục văn hóa Moche và sau này bị hoàng đế Inca Topa Yupanqui chinh phục khoảng năm 1470, năm mươi năm trước khi những người Tây Ban Nha đến khu vực này.
Người Chimú cư ngụ trên một dải sa mạc trên bờ biển phía bắc Peru. Các con sông trong khu vực tạo ra một loạt các đồng bằng thung lũng màu mỡ, rất bằng phẳng và rất phù hợp với thủy lợi. Nông nghiệp và đánh cá đều rất quan trọng đối với nền kinh tế Chimú.
Đối với tục thờ mặt trăng, người Chimú, không giống như người Inca, coi nó mạnh hơn mặt trời. Lễ vật đóng một vai trò quan trọng trong các nghi thức tôn giáo. Một vật thể phổ biến để cúng dường, cũng như một vật được các nghệ nhân sử dụng, là vỏ của động vật có vỏ Spondylus, chỉ sống ở vùng nước ven biển ấm áp ngoài khơi ngày nay Ecuador. Liên kết với biển, lượng mưa và khả năng sinh sản, vỏ sò Spondylus được người Chimú đánh giá cao và trao đổi, và việc trao đổi vỏ ốc đóng vai trò kinh tế và chính trị quan trọng trong đế chế..
Người Chimú nổi tiếng với đồ gốm đơn sắc đặc biệt và đồ kim loại tinh xảo của đồng, vàng, bạc, đồng và tumbaga (đồng và vàng). Đồ gốm thường có hình dạng của một sinh vật hoặc có hình người ngồi hoặc đứng trên chai cuboid. Kết thúc màu đen sáng bóng của hầu hết đồ gốm Chimú đã đạt được bằng cách nung gốm ở nhiệt độ cao trong một lò kín, ngăn oxy phản ứng với đất sét.
Đây chỉ là năm mươi năm trước khi sự xuất hiện của người Tây Ban Nha trong khu vực. Do đó, nhà biên niên Tây Ban Nha đã có thể ghi lại các tài liệu của văn hóa Chimú từ các cá nhân những người đã sống trước cuộc chinh phục của người Inca.Tương tự như vậy, bằng chứng khảo cổ cho thấy Chimor phát triển từ những tàn tích của nền văn hóa Moche; ban đầu Chimú gốm đã có một số điểm tương đồng với của người Moche. gốm sứ của họ là tất cả các màu đen, và công việc của họ trong các kim loại quý là rất chi tiết và phức tạp.
Chimú cư trú trên bờ biển phía bắc của Peru: "Nó bao gồm một dải hẹp của sa mạc, rộng 20 đến 100 dặm, giữa Thái Bình Dương và sườn tây của dãy núi Andes, băng qua đó đây bởi các con sông ngắn mà bắt đầu ở vùng núi Rainier và cung cấp một loạt các ốc đảo xanh và màu mỡ." Các đồng bằng thung lũng rất bằng phẳng và rất phù hợp với thủy lợi, mà có lẽ là lâu đời như nông nghiệp ở đây. Câu cá cũng rất quan trọng và được xem như là quan trọng như nông nghiệp.